# Hanover (Pennsilvània)
Hanover és una població dels Estats Units a l'estat de Pennsilvània. Segons el cens del 2000 tenia 14.535 habitants.

## Demografia
Segons el cens del 2000, Hanover tenia 14.535 habitants, 6.605 habitatges, i 3.817 famílies. La densitat de població era de 1.537,5 habitants per quilòmetre quadrat.
Dels 6.605 habitatges en un 23,4% hi vivien nens de menys de 18 anys, en un 44,6% hi vivien parelles casades, en un 9,4% dones solteres, i en un 42,2% no eren unitats familiars. En el 36,3% dels habitatges hi vivien persones soles el 16,6% de les quals corresponia a persones de 65 anys o més que vivien soles. El nombre mitjà de persones vivint en cada habitatge era de 2,16 i el nombre mitjà de persones que vivien en cada família era de 2,81.
Per edats la població es repartia de la següent manera: un 20,1% tenia menys de 18 anys, un 8% entre 18 i 24, un 28% entre 25 i 44, un 22,6% de 45 a 60 i un 21,2% 65 anys o més.
L'edat mediana era de 40 anys. Per cada 100 dones de 18 o més anys hi havia 87,5 homes.
La renda mediana per habitatge era de 35.536 $ i la renda mediana per família de 45.156 $. Els homes tenien una renda mediana de 31.206 $ mentre que les dones 21.512 $. La renda per capita de la població era de 20.516 $. Entorn del 4,5% de les famílies i el 7,7% de la població estaven per davall del llindar de pobresa.

## Poblacions properes
El següent diagrama mostra les poblacions més properes.